# Liste der Mitglieder des Shūgiin (45. Wahlperiode)
Diese Liste gibt einen Überblick über alle Mitglieder des Shūgiin, des japanischen Abgeordnetenhauses, in der 45. Wahlperiode (2009–).

## Fraktionen
Nach der Shūgiin-Wahl am 30. August 2009 setzte sich das Shūgiin wie folgt zusammen:
| Fraktion | Wahlergebnis (Parteien)                                | Beginn der Legislaturperiode | Stand 24. Oktober 2012 | Zugänge | Abgänge | Saldo |
| --- | ------------------------------------------------------ | ---------------------------- | ---------------------- | --- | --- | ----- |
| Demokratische Partei/Unabhängiger Klub/Neue Volkspartei (DPJ) Minshutō・Mushozoku Club・Kokumin Shintō (bis Oktober 2012 ohne Neue Volkspartei) | 308 (DPJ) 1 (Neue Partei Japan) 1 (Neue Partei Daichi) | 312                          | 248                    | Nakaya (Nachrücker) Tsujimoto (Beitritt) Asano (Nachrücker) Yosano (Beitritt) Miura (Nachrücker) Doi (Beitritt) Watanabe I. (Nachrücker) Hirayama (NVP) Nakajima Masazumi (NVP) Shimoji (NVP) | Yokomichi (Präsident) Ishikawa (Austritt) Tanaka Y. (Austritt) Kawakami (Rücktritt) Kobayashi C. (Rücktritt) Gotō Hide. (Rücktritt) Nakajima Masazumi (Austritt) Suzuki M. Ishida Y. (Rücktritt) Doi (Austritt) Satō Y. (Austritt) Matsuki (Ausschluss) Yokokume (Ausschluss) Yosano (Austritt) Nakajima Masaki (Austritt) Chūgo (Austritt) Ishida (Austritt) Kobayashi M. (Austritt) Miwa (Austritt) Saitō Y. (Austritt) Toyoda (Austritt) Uchiyama (Austritt) Watanabe K. (Austritt) Watanabe Yoshihiko (Austritt) Asano (Daichi) Hirayama (Austritt) Kiuchi T.(Austritt) Taira T. (Austritt) Takamura (Austritt) Ozawa I. (Austritt/Ausschluss) Aihara (Austritt/Ausschluss) Aoki (Austritt/Ausschluss) Azuma (Austritt/Ausschluss) Ishii A. (Austritt/Ausschluss) Ishihara Y. (Austritt/Ausschluss) Ōtani K. (Austritt/Ausschluss) Ōyama (Austritt/Ausschluss) Ōta (Austritt/Ausschluss) Okajima (Austritt/Ausschluss) Okamoto E. (Austritt/Ausschluss) Kasahara (Austritt/Ausschluss) Kaneko Ken. (Austritt/Ausschluss) Kawashima (Austritt/Ausschluss) Kimura Take. (Austritt/Ausschluss) Kikuchi (Austritt/Ausschluss) Kyōno (Austritt/Ausschluss) Kumagai (Austritt/Ausschluss) Kuroda (Austritt/Ausschluss) Komiyama Ya. (Austritt/Ausschluss) Koga T. (Austritt/Ausschluss) Zukeran (Austritt/Ausschluss) Sugekawa (Austritt/Ausschluss) Suzuki K. (Austritt/Ausschluss) Takamatsu K. (Austritt/Ausschluss) Tamaki D. (Austritt/Ausschluss) Nakanowatari (Austritt/Ausschluss) Hagihara (Austritt/Ausschluss) Hata K. (Austritt/Ausschluss) Hidaka (Austritt/Ausschluss) Fukushima K. (Austritt/Ausschluss) Maki (Austritt/Ausschluss) Matsuzaki T. (Austritt/Ausschluss) Miyake (Austritt/Ausschluss) Murakami F. (Austritt/Ausschluss) Yamaoka K. (Austritt/Ausschluss) Yokoyama (Austritt/Ausschluss) Katō G. (Austritt) Nakatsugawa (Austritt/Ausschluss) Kobayashi K. (Austritt) Koizumi T. (Austritt) Wajima (Rücktritt) Imai (Austritt) Ishizeki (Austritt) Matsuno Y. (Austritt) | −64   |
| Liberaldemokratische Partei/Versammlung der Unabhängigen (LDP) Jiyūminshutō・Mushozoku no Kai | 119                                                    | 119                          | 118                    | Nakamura (Beitritt) Imazu (Nachrücker) Machimura (Nachwahl) Mochizuki (Nachrücker) Niwa (Nachwahl) Kiuchi M. (Beitritt) Koizumi R. (Beitritt) | Etō S. (Vizepräsident) Hatoyama K. (Austritt) Yosano (Austritt) Sonoda H. (Austritt) Machimura (Rücktritt) Ōmura (Austritt) Matsunami (Austritt) Tanihata (Austritt) | −1    |
| Kokumin no Seikatsu ga Daiichi/Kizuna (Seikatsu) (Anfang Juli 2012 zunächst ohne Shintō Kizuna als Kokumin no Seikatsu ga Daiichi/Mushozoku no Ayumi) | –                                                      | –                            | 47                     | Ozawa I. (Gründung) Aihara (Gründung) Aoki (Gründung) Azuma (Gründung) Ishii A. (Gründung) Ishihara Y. (Gründung) Ōtani K. (Gründung) Ōyama (Gründung) Ōta (Gründung) Okajima (Gründung) Okamoto E. (Gründung) Kasahara (Gründung) Kaneko Ken. (Gründung) Kawashima (Gründung) Kimura Take. (Gründung) Kikuchi (Gründung) Kyōno (Gründung) Kumagai (Gründung) Kuroda (Gründung) Komiyama Ya. (Gründung) Koga T. (Gründung) Zukeran (Gründung) Sugekawa (Gründung) Suzuki K. (Gründung) Takamatsu K. (Gründung) Tamaki D. (Gründung) Nakanowatari (Gründung) Hagihara (Gründung) Hata K. (Gründung) Hidaka (Gründung) Fukushima K. (Gründung) Maki (Gründung) Matsuzaki T. (Gründung) Miyake (Gründung) Murakami F. (Gründung) Yamaoka K. (Gründung) Yokoyama (Gründung) Uchiyama (Kizuna) Chūgo (Kizuna) Ishida (Kizuna) Kobayashi M. (Kizuna) Miwa (Kizuna) Saitō Y. (Kizuna) Toyoda (Kizuna) Watanabe K. (Kizuna) Watanabe Yoshihiko (Kizuna) Katō G. (Beitritt) | | (+47) |
| (Neue) Kōmeitō | 21                                                     | 21                           | 21                     | Tōyama (Nachrücker) | Kanzaki (Rücktritt) | 0     |
| Kommunistische Partei Japans (KPJ) Nihon Kyōsantō | 9                                                      | 9                            | 9                      | | | 0     |
| Sozialdemokratische Partei (Japan)/Bürgerbund (SDP) Shakaiminshutō・Shimin Rengō | 7 (SDP)                                                | 7                            | 6                      | | Tsujimoto (Austritt) | −1    |
| Minna no Tō | 5                                                      | 5                            | 5                      | | | 0     |
| Nippon Ishin no Kai (Ishin) | –                                                      | –                            | 5                      | Imai (Gründung) Ishizeki (Gründung) Matsunami (Gründung) Matsuno Y.(Gründung) Tanihata (Gründung) | | (+5)  |
| Genzei Nippon・Heian (Genzei) | –                                                      | –                            | 4                      | Koizumi T. (Gründung) Kobayashi K. (Gründung) Satō Y. (Gründung) Taira T. (Gründung) | | (+4)  |
| Kaikaku Mushozoku no Kai (Kaikai) | –                                                      | –                            | 4                      | Kiuchi T. (Gründung) Nakajima Masaki (Gründung) Yokokume (Gründung) Nakatsugawa (Beitritt) | | (+4)  |
| Neue Partei Daichi – Wahre Demokraten Shintō Daichi・Shin-Minshu (bis Januar 2012 Fraktionsgemeinschaft mit der Demokratischen Partei) | –                                                      | –                            | 3                      | Asano (Gründung) Matsuki (Gründung) Ishikawa (Gründung) | | +3    |
| Tachiagare Nippon | –                                                      | –                            | 2                      | Hiranuma (Gründung) Sonoda H. (Gründung) Yosano (Gründung) | Yosano (Austritt) | (+2)  |
| Shintō Kizuna (bis Juli 2012, dann Fraktionsgemeinschaft mit Kokumin no Seikatsu ga Daiichi) | –                                                      | –                            | –                      | Uchiyama (Gründung) Chūgo (Gründung) Ishida (Gründung) Kobayashi M. (Gründung) Miwa (Gründung) Saitō Y. (Gründung) Toyoda (Gründung) Watanabe K. (Gründung) Watanabe Yoshihiko (Gründung) | Uchiyama (Fraktionsgemeinschaft) Chūgo (Fraktionsgemeinschaft) Ishida (Fraktionsgemeinschaft) Kobayashi M. (Fraktionsgemeinschaft) Miwa (Fraktionsgemeinschaft) Saitō Y. (Fraktionsgemeinschaft) Toyoda (Fraktionsgemeinschaft) Watanabe K. (Fraktionsgemeinschaft) Watanabe Yoshihiko (Fraktionsgemeinschaft) | (0)   |
| Neue Volkspartei (NVP) Kokumin Shintō (2010 bis 2012 Fraktionsgemeinschaft Neue Volkspartei/Neue Partei Japan, 2012 vorübergehend „Neue Volkspartei/Unabhängige Versammlung“ (Kokumin Shintō・Mushozokukai), ab Oktober 2012 Fraktionsgemeinschaft mit der Demokratischen Partei) | 3                                                      | 3                            | 0                      | Tanaka Y. (Beitritt) Nakajima Masazumi (Beitritt) Hirayama (Beitritt) | Kamei (Austritt) Tanaka Y. (Austritt) Matsushita † Hirayama (Fraktionsgemeinschaft) Nakajima Masazumi (Fraktionsgemeinschaft) Shimoji (Fraktionsgemeinschaft) | −3    |
| Kokueki to Kokumin no Seikatsu o mamoru Kai („Hiranuma-Gruppe“; Beitritt zur LDP 2011) | –                                                      | 3                            | –                      | | Hiranuma (Austritt) Kiuchi M. (Auflösung) Koizumi R. (Auflösung) | −3    |
| Fraktionslos | 6 (Unabhängige)                                        | 1                            | 6                      | Yokomichi (Präsident) Etō S. (Vizepräsident) Ishikawa Hatoyama K. Tsujimoto Nakajima Masazumi Ōmura Yosano Doi Satō Y. Matsuki Yokokume Yosano Nakajima Masaki Kamei Tanaka Y. Hirayama Kiuchi T. Taira T. Takamura Kobayashi K. Koizumi T. Matsunami Tanihata | Nakamura (Kaikaku Club) Tsujimoto Yosano Ōmura (Rücktritt) Nakajima Masazumi Matsuki (Daichi) Ishikawa (Daichi) Hirayama Takamura (Rücktritt) Kiuchi T. (Kaikai) Nakajima Masaki (Kaikai) Yokokume (Kaikai) Koizumi T. (Genzei) Kobayashi K. (Genzei) Satō Y. (Genzei) Taira T. (Genzei) Matsunami (Ishin) Tanihata (Ishin) Doi | +5    |
| Gesamt | 480                                                    | 480                          | 478                    | | | −2    |

## Präsidium
- Präsident
 Yokomichi Takahiro (fraktionslos, vorher DPJ)
- Vizepräsident
 Etō Seishirō (fraktionslos, vorher LDP)
- Generalsekretär (jimusōchō)
 Onitsuka Makoto

## Ausschüsse und Vorsitzende
Stand: 7. September 2011 

### Ständige Ausschüsse (jōnin iinkai)
- Kabinettsausschuss
  - Tanaka Keishū, DPJ, 2009–2010
  - Arai Satoshi, DPJ, 2010–
- Ausschuss für Innere Angelegenheiten und Kommunikation
  - Kondō Shōichi, DPJ, 2009–2010
  - Haraguchi Kazuhiro, DPJ, 2010–
- Justizausschuss
  - Taki Makoto, DPJ, 2009–2010
  - Okuda Ken, DPJ, 2010–2011
- Auswärtiger Ausschuss
  - Suzuki Muneo, DPJ (Partei: Neue Partei Daichi), 2009–2010
  - Kodaira Tadamasa, DPJ, 2010–2011
- Ausschuss für Fiskalpolitik und Finanzwesen
  - Gemba Kōichirō, DPJ, 2009–2010
  - Ishida Katsuyuki, DPJ, 2010–2011
- Ausschuss für Bildung, Kultur, Sport, Wissenschaft und Technologie
  - Tanaka Makiko, DPJ, 2009–
- Ausschuss für Gesundheit, Arbeit und Soziales
  - Fujimura Osamu, DPJ
  - Maki Yoshio, DPJ, 2010–2011
- Ausschuss für Landwirtschaft, Forsten und Fischerei
  - Tsutsui Nobutaka, DPJ
  - Yamada Masahiko, DPJ, 2010–
- Ausschuss für Wirtschaft, Handel und Industrie
  - Azuma Shōzō, DPJ
  - Tanaka Keishū, DPJ, 2010–
- Ausschuss für Land, Infrastruktur und Verkehr
  - Kawauchi Hiroshi, DPJ
  - Koga Issei, DPJ, 2010–
- Umweltausschuss
  - Tarutoko Shinji, DPJ, 2009–2010
  - Maki Yoshio, DPJ, 2010
  - Ozawa Sakihito, DPJ, 2010–
- Sicherheitsausschuss
  - Azumi Jun, DPJ
  - Hirano Hirofumi, DPJ, 2010–2011
- Ausschuss für grundlegende nationale Politik
  - Ōhata Akihiro, DPJ
  - Tarutoko Shinji, DPJ, 2010–2011
- Haushaltsausschuss
  - Kano Michihiko, DPJ
  - Nakai Hiroshi, DPJ, 2010–
- Ausschuss für Rechnungs- und Verwaltungsaufsicht
  - Imamura Masahiro, LDP, 2009–2010
  - Ōmura Hideaki, LDP, 2010–2011
  - Shindō Yoshitaka, LDP, 2011–
- Geschäftsordnungsausschuss
  - Matsumoto Takeaki, DPJ
  - Kawabata Tatsuo, DPJ, 2010–2011
- Disziplinarausschuss
  - Kawamura Takeo, LDP
  - Yamamoto Yūji, LDP, 2010–

### Sonderausschüsse (tokubetsu iinkai)
- Sonderausschuss für Katastrophenschutz
  - Igarashi Fumihiko, DPJ
  - Yoshida Osamu, DPJ, 2010–
- Sonderausschuss für politische Ethik und Wahlrechtsreform
  - Makino Seishū, DPJ
  - Matsuzaki Kimiaki, DPJ, 2010–
- Sonderausschuss für Okinawa und die Nördlichen Territorien
  - Yamamoto Kōichi, LDP
  - Kitamura Seigo, LDP, 2010–
- Sonderausschuss für Kinder und Jugend
  - Ikenobō Yasuko, Kōmeitō
  - Takagi Michiyo, Kōmeitō, 2010–
- Sonderausschuss für Pirateriebekämpfung, die Prävention des internationalen Terrorismus und gemeinsame Einsätze
  - Ishida Katsuyuki, DPJ
  - Matsubara Jin, DPJ, 2010–
- Sonderausschuss für die (nordkoreanische) Entführungsfrage und verwandte Angelegenheiten
  - Jōjima Kōriki, DPJ
  - Okumura Tenzō, DPJ, 2010–
- Sonderausschuss für Verbraucherfragen
  - Suematsu Yoshinori, DPJ, 2009–2010
  - Ubukata Yukio, DPJ, 2010–2011
  - Ishige Eiko, DPJ, 2011–
- Sonderausschuss für Wissenschaft und Technologie, Innovation
  - Kawauchi Hiroshi, DPJ, 2011–
- Sonderausschuss für Reform des Postwesens
  - Akamatsu Hirotaka, SPJ, 2011–
- Sonderausschuss für den Wiederaufbau nach dem Großen Ostjapanischen Erdbeben
  - Kikawada Tōru, DPJ, 2011–

### Beratungsausschüsse (shinsakai)
- Beratungsausschuss für politische Ethik
  - Nakano Kansei, DPJ
  - Doi Ryūichi, DPJ, 2010–2011
  - Hachiro Yoshio, DPJ, 2011–
- Beratungsausschuss für die Verfassung
  - vakant

## Kabinette
- 16. September 2009
 Hatoyama Yukio wird mit 327 Stimmen zum Premierminister von Japan gewählt (Wakabayashi Masatoshi, LDP, 119; Yamaguchi Natsuo, Kōmeitō, 21; Shii Kazuo, KPJ, 9; Hiranuma Takeo, 4): Kabinett Hatoyama.
- 4. Juni 2010
 Kan Naoto wird mit 313 Stimmen zum Premierminister von Japan gewählt (Tanigaki Sadakazu, LDP, 116; Yamaguchi Natsuo, Kōmeitō, 21; Shii Kazuo, KPJ, 9; Fukushima Mizuho, SDP, 7; Watanabe Yoshimi, Minna no Tō, 5; Hiranuma Takeo, Tachiagare Nippon 5; Masuzoe Yōichi, Shintō Kaikaku, 1): Kabinett Kan → Kabinett Kan (1. Umbildung) → Kabinett Kan (2. Umbildung).
- 30. August 2011
 Noda Yoshihiko wird mit 308 Stimmen zum Premierminister gewählt (Tanigaki Sadakazu, LDP, 118; Yamaguchi Natsuo, Kōmeitō, 21; Shii Kazuo, KPJ, 9; Fukushima Mizuho, SDP, 6; Watanabe Yoshimi, Minna no Tō, 5; Hiranuma Takeo, Tachiagare Nippon, 4; Ozawa Ichirō, DPJ, 1; Kaieda Banri, DPJ, 1; Hatoyama Kunio, fraktionslos, 1; Yokokume Katsuhito, DPJ, 1; 1 ungültige Stimme): Kabinett Noda.

## Abgeordnete
| Name                 | Fraktion          | Wahlkreis/ Verhältniswahlblock | Sonstiges |
| -------------------- | ----------------- | ------------------------------ | --- |
| Abe Shinzō           | LDP               | Yamaguchi 4                    | |
| Abe Tomoko           | SDP               | Block Süd-Kantō                | |
| Abe Toshiko          | LDP               | Block Chūgoku                  | |
| Achiha Yoshinobu     | DPJ               | Gifu 5                         | |
| Aihara Shino         | Seikatsu          | Block Süd-Kantō                | Gewählt für die DPJ, Austrittsgesuch und Ausschluss im Juli 2012                                                                         |
| Aisawa Ichirō        | LDP               | Okayama 1                      | |
| Akamatsu Hirotaka    | DPJ               | Aichi 5                        | |
| Akamatsu Masao       | Kōmeitō           | Block Kinki                    | |
| Akamine Seiken       | KPJ               | Block Kyūshū                   | |
| Akazawa Ryōsei       | LDP               | Tottori 2                      | |
| Akiba Ken’ya         | LDP               | Block Tōhoku                   | |
| Akutsu Yukihiko      | DPJ               | Tokio 24                       | |
| Amari Akira          | LDP               | Block Süd-Kantō                | |
| Amiya Shinsuke       | DPJ               | Block Kyūshū                   | |
| Aoki Ai              | Seikatsu          | Tokio 12                       | Gewählt für die DPJ, Austrittsgesuch und Ausschluss im Juli 2012                                                                         |
| Arai Satoshi         | DPJ               | Hokkaidō 3                     | |
| Asano Takahiro       | Daichi            | Block Hokkaidō                 | Nachrücker für Suzuki Muneo für die Neue Partei Daichi, bis Januar 2012 zur DPJ-Fraktion                                                 |
| Asao Keiichirō       | Minna no Tō       | Block Süd-Kantō                | |
| Asō Tarō             | LDP               | Fukuoka 8                      | |
| Azuma Shōzō          | Seikatsu          | Tokio 15                       | Gewählt für die DPJ, Austrittsgesuch und Ausschluss im Juli 2012                                                                         |
| Azumi Jun            | DPJ               | Miyagi 5                       | |
| Banno Yutaka         | DPJ               | Aichi 8                        | |
| Chūgo Atsushi        | Seikatsu/Kizuna   | Block Süd-Kantō                | Gewählt für die DPJ, Gründung der Shintō Kizuna im Dezember 2011                                                                         |
| Doi Ryūichi          | DPJ               | Hyōgo 3                        | gewählt für die DPJ, Austritt im März 2011, parteiloses DPJ-Fraktionsmitglied seit Oktober 2012                                          |
| Dōkyū Seiichirō      | DPJ               | Block Kyūshū                   | |
| Ebata Takako         | DPJ               | Tokio 10                       | |
| Eda Kenji            | Minna no Tō       | Kanagawa 8                     | |
| Eda Yasuyuki         | Kōmeitō           | Block Kyūshū                   | |
| Edano Yukio          | DPJ               | Saitama 5                      | |
| Endō Otohiko         | Kōmeitō           | Block Nord-Kantō               | |
| Endō Toshiaki        | LDP               | Block Tōhoku                   | |
| Eto Akinori          | LDP               | Aomori 2                       | |
| Etō Seishirō         | fraktionslos      | Block Kyūshū                   | Vor der Wahl zum Vizepräsidenten LDP |
| Etō Taku             | LDP               | Miyazaki 2                     | |
| Fujii Hirohisa       | DPJ               | Block Süd-Kantō                | |
| Fujimura Osamu       | DPJ               | Osaka 7                        | |
| Fujita Daisuke       | DPJ               | Block Tōkai                    | |
| Fujita Kazue         | DPJ               | Fukuoka 3                      | |
| Fujita Norihiko      | DPJ               | Tokio 4                        | |
| Fukuda Akio          | DPJ               | Tochigi 2                      | |
| Fukuda Eriko         | DPJ               | Nagasaki 2                     | |
| Fukuda Yasuo         | LDP               | Gunma 4                        | |
| Fukui Teru           | LDP               | Kōchi 1                        | |
| Fukushima Ken’ichirō | Seikatsu          | Kumamoto 2                     | Gewählt für die DPJ, Austrittsgesuch und Ausschluss im Juli 2012                                                                         |
| Fukushima Nobuyuki   | DPJ               | Ibaraki 1                      | |
| Furukawa Motohisa    | DPJ               | Aichi 2                        | |
| Furukawa Yoshihisa   | LDP               | Miyazaki 3                     | |
| Furumoto Shin’ichirō | DPJ               | Aichi 11                       | |
| Furuya Keiji         | LDP               | Block Tōkai                    | |
| Furuya Noriko        | Kōmeitō           | Block Süd-Kantō                | |
| Gemba Kōichirō       | DPJ               | Fukushima 3                    | |
| Gotō Hidetomo        | DPJ               | Block Kyūshū                   | Rücktritt im August 2010 |
| Gotō Hitoshi         | DPJ               | Yamanashi 3                    | |
| Gotō Yūichi          | DPJ               | Kanagawa 16                    | |
| Gotōda Masazumi      | LDP               | Tokushima 3                    | |
| Hachiro Yoshio       | DPJ               | Hokkaidō 4                     | |
| Hagihara Hitoshi     | Seikatsu          | Osaka 2                        | Gewählt für die DPJ, Austrittsgesuch und Ausschluss im Juli 2012                                                                         |
| Hamada Yasukazu      | LDP               | Chiba 12                       | |
| Hamamoto Hiroshi     | DPJ               | Block Kinki                    | |
| Hanasaki Hiroki      | DPJ               | Block Chūgoku                  | |
| Haraguchi Kazuhiro   | DPJ               | Saga 1                         | |
| Hase Hiroshi         | LDP               | Block Hokuriku-Shin’etsu       | |
| Hashimoto Hiroaki    | DPJ               | Hiroshima 3                    | |
| Hashimoto Ben        | DPJ               | Block Tōkai                    | |
| Hashimoto Kiyohito   | DPJ               | Miyagi 3                       | |
| Hata Kōji            | Seikatsu          | Iwate 2                        | Gewählt für die DPJ, Austrittsgesuch und Ausschluss im Juli 2012                                                                         |
| Hata Tsutomu         | DPJ               | Nagano 3                       | |
| Hatoyama Kunio       | fraktionslos      | Fukuoka 6                      | gewählt für die LDP, Austritt im März 2010                                                                                               |
| Hatoyama Yukio       | DPJ               | Hokkaidō 9                     | |
| Hatsushika Akihiro   | DPJ               | Tokio 16                       | |
| Hattori Ryōichi      | SDP               | Block Kinki                    | |
| Hayakawa Kumiko      | DPJ               | Block Tokio                    | |
| Hayashi Motoo        | LDP               | Block Süd-Kantō                | |
| Hidaka Takeshi       | Seikatsu          | Kanagawa 18                    | Gewählt für die DPJ, Austrittsgesuch und Ausschluss im Juli 2012                                                                         |
| Higashi Junji        | Kōmeitō           | Block Kyūshū                   | |
| Higuchi Toshikazu    | DPJ               | Block Kinki                    | |
| Hirai Takuya         | LDP               | Block Shikoku                  | |
| Hirano Hirofumi      | DPJ               | Osaka 11                       | |
| Hiranuma Takeo       | Tachiagare Nippon | Okayama 3                      | Gewählt als Unabhängiger, bis April 2010 zur „Hiranuma-Gruppe“                                                                           |
| Hiraoka Hideo        | DPJ               | Yamaguchi 2                    | |
| Hirasawa Katsuei     | LDP               | Tokio 17                       | |
| Hirayama Tairō       | DPJ/NVP           | Tokio 13                       | gewählt für die Demokratische Partei, Austritt im Mai 2012, Beitritt zur NVP-Fraktion im Juni 2012, Beitritt zur NVP im September 2012   |
| Honda Hiranao        | DPJ               | Saitama 12                     | |
| Hori Kōsuke          | LDP               | Saga 3                         | |
| Hosoda Hiroyuki      | LDP               | Shimane 1                      | |
| Hosokawa Ritsuo      | DPJ               | Saitama 3                      | |
| Hosono Gōshi         | DPJ               | Shizuoka 5                     | |
| Ibuki Bunmei         | LDP               | Block Kinki                    | |
| Ichimura Kōichirō    | DPJ               | Hyōgo 6                        | |
| Ido Masae            | DPJ               | Hyōgo 1                        | |
| Igarashi Fumihiko    | DPJ               | Saitama 9                      | |
| Ikeda Motohisa       | DPJ               | Kanagawa 6                     | |
| Ikenobō Yasuko       | Kōmeitō           | Block Kinki                    | |
| Imai Masato          | Ishin             | Block Tōkai                    | Gewählt für die DPJ, Gründungsmitglied von Nippon Ishin no Kai im Oktober 2012                                                           |
| Imamura Masahiro     | LDP               | Block Kyūshū                   | |
| Imazu Hiroshi        | LDP               | Block Hokkaidō                 | Nachrücker für Machimura Nobutaka im Oktober 2010                                                                                        |
| Inada Tomomi         | LDP               | Fukui 1                        | |
| Inami Tetsuo         | DPJ               | Osaka 5                        | |
| Inatomi Shūji        | DPJ               | Fukuoka 2                      | |
| Inatsu Hisashi       | Kōmeitō           | Block Hokkaidō                 | |
| Inoue Shinji         | LDP               | Tokio 25                       | |
| Inoue Yoshihisa      | Kōmeitō           | Block Tōhoku                   | |
| Ishiba Shigeru       | LDP               | Tottori 1                      | |
| Ishida Katsuyuki     | DPJ               | Saitama 2                      | |
| Ishida Masatoshi     | LDP               | Block Kinki                    | |
| Ishida Mitsuji       | Seikatsu/Kizuna   | Block Süd-Kantō                | Gewählt für die DPJ, Gründung der Shintō Kizuna im Dezember 2011                                                                         |
| Ishida Noritoshi     | Kōmeitō           | Block Shikoku                  | |
| Ishida Yoshihiro     | DPJ               | Aichi 6                        | Rücktritt im Januar 2011 für Bürgermeisterwahl in Nagoya                                                                                 |
| Ishige Eiko          | DPJ               | Block Tokio                    | |
| Ishihara Nobuteru    | LDP               | Tokio 8                        | |
| Ishihara Yōzaburō    | Seikatsu          | Fukushima 1                    | Gewählt für die DPJ, Austrittsgesuch und Ausschluss im Juli 2012                                                                         |
| Ishii Akira          | Seikatsu          | Block Nord-Kantō               | Gewählt für die DPJ, Austrittsgesuch und Ausschluss im Juli 2012                                                                         |
| Ishii Keiichi        | Kōmeitō           | Block Nord-Kantō               | |
| Ishii Toshirō        | DPJ               | Hyōgo 7                        | |
| Ishikawa Tomohiro    | Daichi            | Hokkaidō 11                    | Gewählt für die DPJ, Parteiaustritt im Februar 2010, Mitgründer von Daichi – Wahre Demokratische Partei im Dezember 2011                 |
| Ishimori Hisatsugu   | DPJ               | Tochigi 1                      | |
| Ishiyama Keiki       | DPJ               | Miyagi 4                       | |
| Ishizeki Takashi     | Ishin             | Gunma 2                        | Gewählt für die DPJ, Gründungsmitglied von Nippon Ishin no Kai im Oktober 2012                                                           |
| Ishizu Masao         | DPJ               | Ibaraki 2                      | |
| Isogai Kayoko        | DPJ               | Block Tōkai                    | |
| Itō Yoshitaka        | LDP               | Hokkaidō 7                     | |
| Itokawa Masaaki      | DPJ               | Block Hokuriku-Shin’etsu       | |
| Iwaya Takeshi        | LDP               | Block Kyūshū                   | |
| Izumi Kenta          | DPJ               | Kyōto 3                        | |
| Jimpū Hideo          | DPJ               | Saitama 4                      | |
| Jōjima Kōriki        | DPJ               | Kanagawa 10                    | |
| Kaieda Banri         | DPJ               | Tokio 1                        | |
| Kajiwara Yasuhiro    | DPJ               | Hyōgo 5                        | |
| Kajiyama Hiroshi     | LDP               | Ibaraki 4                      | |
| Kakinuma Masaaki     | DPJ               | Gunma 3                        | |
| Kakizawa Mito        | Minna no Tō       | Block Tokio                    | |
| Kamei Shizuka        | fraktionslos      | Hiroshima 6                    | gewählt für die Neue Volkspartei, Austritt im April 2012                                                                                 |
| Kamiyama Yōsuke      | DPJ               | Kanagawa 17                    | |
| Kamoshita Ichirō     | LDP               | Block Tokio                    | |
| Kan Naoto            | DPJ               | Tokio 18                       | |
| Kanamori Tadashi     | DPJ               | Block Tōkai                    | |
| Kaneda Katsutoshi    | LDP               | Block Tōhoku                   | |
| Kaneko Kazuyoshi     | LDP               | Gifu 4                         | |
| Kaneko Ken’ichi      | Seikatsu          | Block Süd-Kantō                | Gewählt für die DPJ, Austrittsgesuch und Ausschluss im Juli 2012                                                                         |
| Kaneko Yasushi       | LDP               | Kumamoto 5                     | |
| Kano Michihiko       | DPJ               | Yamagata 1                     | |
| Kanzaki Takenori     | Kōmeitō           | Block Kyūshū                   | Rücktritt 2010, Rückzug aus der Politik                                                                                                  |
| Kasahara Tamiko      | Seikatsu          | Block Tōkai                    | Gewählt für die DPJ, Austrittsgesuch und Ausschluss im Juli 2012                                                                         |
| Kasai Akira          | KPJ               | Block Tokio                    | |
| Katō Gaku            | Seikatsu          | Nagano 5                       | Gewählt für die Demokratische Partei, Austritt und Beitritt zu Kokumin no Seikatsu ga Daiichi im Juli 2012                               |
| Katō Katsunobu       | LDP               | Okayama 5                      | |
| Katō Kōichi          | LDP               | Yamagata 3                     | |
| Katō Kōichi          | DPJ               | Tokio 20                       | |
| Katsumata Kōichirō   | DPJ               | Block Süd-Kantō                | |
| Kawabata Tatsuo      | DPJ               | Shiga 1                        | |
| Kawagoe Takahiro     | DPJ               | Block Kyūshū                   | |
| Kawaguchi Hiroshi    | DPJ               | Akita 2                        | Gewählt als Unabhängiger |
| Kawaguchi Hiroshi    | DPJ               | Block Nord-Kantō               | |
| Kawai Katsuyuki      | LDP               | Block Chūgoku                  | |
| Kawakami Mitsue      | DPJ               | Block Kinki                    | Rücktritt im Juni 2010 für die Sangiin-Wahl 2010                                                                                         |
| Kawamura Hidesaburō  | DPJ               | Miyazaki 1                     | Gewählt als Unabhängiger |
| Kawamura Takeo       | LDP               | Yamaguchi 3                    | |
| Kawasaki Jirō        | LDP               | Block Tōkai                    | |
| Kawashima Tomotarō   | Seikatsu          | Block Tokio                    | Gewählt für die DPJ, Austrittsgesuch und Ausschluss im Juli 2012                                                                         |
| Kawauchi Hiroshi     | DPJ               | Kagoshima 1                    | |
| Kii Takashi          | DPJ               | Fukuoka 10                     | |
| Kikawada Tōru        | DPJ               | Iwate 3                        | |
| Kikuchi Chōuemon     | Seikatsu          | Block Tōhoku                   | Gewählt für die DPJ, Austrittsgesuch und Ausschluss im Juli 2012                                                                         |
| Kikuta Makiko        | DPJ               | Niigata 4                      | |
| Kimura Taketsuka     | Seikatsu          | Tokio 14                       | Gewählt für die DPJ, Austrittsgesuch und Ausschluss im Juli 2012                                                                         |
| Kimura Tarō          | LDP               | Aomori 4                       | |
| Kira Shūji           | DPJ               | Ōita 1                         | |
| Kishida Fumio        | LDP               | Hiroshima 1                    | |
| Kishimoto Shūhei     | DPJ               | Wakayama 1                     | |
| Kitagami Keirō       | DPJ               | Kyōto 4                        | |
| Kitamura Seigo       | LDP               | Block Kyūshū                   | |
| Kitamura Shigeo      | LDP               | Block Hokuriku-Shin’etsu       | |
| Kiuchi Minoru        | LDP               | Shizuoka 7                     | Gewählt als Unabhängiger, Gründungsmitglied der Hiranuma-Gruppe, Beitritt zur LDP-Faktion im Dezember 2011                               |
| Kiuchi Takatane      | Kaikai            | Tokio 9                        | gewählt für die Demokratische Partei, Austritt im Mai 2012, Gründung von Kaikaku Mushozoku no Kai im Juli 2012                           |
| Kobayashi Chiyomi    | DPJ               | Hokkaidō 5                     | Rücktritt im Juni 2010 |
| Kobayashi Kōki       | Genzei            | Block Tokio                    | Gewählt für die DPJ, Austritt im August 2012 und Beitritt zu Genzei Nippon                                                               |
| Kobayashi Masae      | Seikatsu/Kizuna   | Block Tōkai                    | Gewählt für die DPJ, Gründung der Shintō Kizuna im Dezember 2011                                                                         |
| Kodaira Tadamasa     | DPJ               | Hokkaidō 10                    | |
| Koga Issei           | DPJ               | Block Kyūshū                   | |
| Koga Makoto          | LDP               | Fukuoka 7                      | |
| Koga Takaaki         | Seikatsu          | Fukuoka 4                      | Gewählt für die DPJ, Austrittsgesuch und Ausschluss im Juli 2012                                                                         |
| Koizumi Ryūji        | LDP               | Saitama 11                     | Gewählt als Unabhängiger, Gründungsmitglied der Hiranuma-Gruppe, Beitritt zur LDP-Faktion im Dezember 2011                               |
| Koizumi Shinjirō     | LDP               | Kanagawa 11                    | |
| Koizumi Toshiaki     | Genzei            | Ibaraki 3                      | Gewählt für die DPJ, Austritt im August 2012 und Beitritt zu Genzei Nippon                                                               |
| Kokuta Keiji         | KPJ               | Block Kinki                    | |
| Komiyama Yasuko      | Seikatsu          | Saitama 7                      | Gewählt für die DPJ, Austrittsgesuch und Ausschluss im Juli 2012                                                                         |
| Komiyama Yōko        | DPJ               | Tokio 6                        | |
| Kōmura Masahiko      | LDP               | Yamaguchi 1                    | |
| Komuro Hisaaki       | DPJ               | Block Chūgoku                  | |
| Kondō Kazuya         | DPJ               | Ishikawa 3                     | |
| Kondō Mitsue         | LDP               | Block Kinki                    | |
| Kondō Shōichi        | DPJ               | Aichi 3                        | |
| Kondō Yōsuke         | DPJ               | Yamagata 2                     | |
| Kōno Tarō            | LDP               | Kanagawa 15                    | |
| Kōri Kazuko          | DPJ               | Miyagi 1                       | |
| Koyama Nobuhiro      | DPJ               | Shizuoka 3                     | |
| Kudō Hitomi          | DPJ               | Block Hokkaidō                 | |
| Kumada Atsushi       | DPJ               | Osaka 1                        | |
| Kumagai Sadatoshi    | Seikatsu          | Block Kinki                    | Gewählt für die DPJ, Austrittsgesuch und Ausschluss im Juli 2012                                                                         |
| Kuroda Yū            | Seikatsu          | Chiba 2                        | Gewählt für die DPJ, Austrittsgesuch und Ausschluss im Juli 2012                                                                         |
| Kuroiwa Takahiro     | DPJ               | Niigata 3                      | |
| Kushibuchi Mari      | DPJ               | Tokio 23                       | |
| Kusuda Daizō         | DPJ               | Fukuoka 5                      | |
| Kutsukake Tetsuo     | DPJ               | Block Hokuriku-Shin’etsu       | |
| Kuwabara Isao        | DPJ               | Block Nord-Kantō               | |
| Kyōno Kimiko         | Seikatsu          | Akita 3                        | Gewählt für die DPJ, Austrittsgesuch und Ausschluss im Juli 2012                                                                         |
| Mabuchi Sumio        | DPJ               | Nara 1                         | |
| Machimura Nobutaka   | LDP               | Hokkaidō 5                     | Gewählt im Block Hokkaidō, Rücktritt für Nachwahl im September 2010, Nachwahl für Kobayashi Chiyomi im Oktober 2010                      |
| Maehara Seiji        | DPJ               | Kyōto 2                        | |
| Maki Yoshio          | Seikatsu          | Aichi 4                        | Gewählt für die DPJ, Austrittsgesuch und Ausschluss im Juli 2012                                                                         |
| Makino Seishū        | DPJ               | Shizuoka 1                     | |
| Matsubara Jin        | DPJ               | Tokio 3                        | |
| Matsuki Kenkō        | Daichi            | Hokkaidō 12                    | Gewählt für die DPJ, Ausschluss im Juni 2011, Mitgründer von Daichi – Wahre Demokratische Partei im Dezember 2011                        |
| Matsumiya Isao       | DPJ               | Block Hokuriku-Shin’etsu       | |
| Matsumoto Daisuke    | DPJ               | Hiroshima 2                    | |
| Matsumoto Jun        | LDP               | Block Süd-Kantō                | |
| Koike Yuriko         | LDP               | Block Tokio                    | |
| Matsumoto Takeaki    | DPJ               | Hyōgo 11                       | |
| Matsumoto Ryū        | DPJ               | Fukuoka 1                      | |
| Matsunami Kenta      | Ishin             | Block Kinki                    | Gewählt für die LDP, Austritt im September 2012, Gründungsmitglied von Nippon Ishin no Kai im Oktober 2012                               |
| Matsuno Hirokazu     | LDP               | Block Süd-Kantō                | |
| Matsuno Yorihisa     | Ishin             | Kumamoto 1                     | Gewählt für die DPJ, Gründungsmitglied von Nippon Ishin no Kai im Oktober 2012                                                           |
| Matsuoka Hirotaka    | DPJ               | Block Kinki                    | |
| Matsushita Tadahiro  | NVP               | Kagoshima 3                    | † 10. September 2012 |
| Matsuzaki Kimiaki    | DPJ               | Chiba 8                        | |
| Matsuzaki Tetsuhisa  | Seikatsu          | Saitama 10                     | Gewählt für die DPJ, Austrittsgesuch und Ausschluss im Juli 2012                                                                         |
| Mikazuki Taizō       | DPJ               | Shiga 3                        | |
| Mimura Kazuya        | DPJ               | Block Süd-Kantō                | |
| Minayoshi Inao       | DPJ               | Block Kyūshū                   | |
| Mitani Mitsuo        | DPJ               | Hiroshima 5                    | |
| Mitsui Wakio         | DPJ               | Hokkaidō 2                     | |
| Mitsuya Norio        | LDP               | Mie 5                          | |
| Miura Noboru         | DPJ               | Block Chūgoku                  | Nachrücker für Takamura Tsutomu im Juli 2012                                                                                             |
| Miwa Nobuaki         | Seikatsu/Kizuna   | Block Tōkai                    | Gewählt für die DPJ, Gründung der Shintō Kizuna im Dezember 2011                                                                         |
| Miyajima Daisuke     | DPJ               | Nagasaki 4                     | |
| Miyake Yukiko        | Seikatsu          | Block Nord-Kantō               | Gewählt für die DPJ, Austrittsgesuch und Ausschluss im Juli 2012                                                                         |
| Miyakoshi Mitsuhiro  | LDP               | Toyama 2                       | |
| Miyamoto Takeshi     | KPJ               | Block Kinki                    | |
| Miyazaki Takeshi     | DPJ               | Gunma 1                        | |
| Mizuno Tomohiko      | DPJ               | Block Süd-Kantō                | |
| Mochizuki Yoshio     | LDP               | Block Tōkai                    | Nachrücker für Ōmura Hideaki im Januar 2011                                                                                              |
| Mori Eisuke          | LDP               | Chiba 11                       | |
| Mori Yoshirō         | LDP               | Ishikawa 2                     | |
| Morimoto Kazuyoshi   | DPJ               | Aichi 15                       | |
| Morimoto Tetsuo      | DPJ               | Mie 4                          | |
| Morioka Yōichirō     | DPJ               | Saitama 13                     | |
| Moriyama Hiroshi     | LDP               | Kagoshima 5                    | |
| Moriyama Hiroyuki    | DPJ               | Osaka 16                       | |
| Motegi Toshimitsu    | LDP               | Tochigi 5                      | |
| Motomura Kentarō     | DPJ               | Kanagawa 14                    | |
| Mukoyama Kōichi      | DPJ               | Hyōgo 2                        | |
| Murai Muneaki        | DPJ               | Toyama 1                       | |
| Murakami Fumiyoshi   | Seikatsu          | Osaka 6                        | Gewählt für die DPJ, Austrittsgesuch und Ausschluss im Juli 2012                                                                         |
| Murakami Seiichirō   | LDP               | Ehime 2                        | |
| Murakoshi Hirotami   | DPJ               | Chiba 5                        | |
| Murata Yoshitaka     | LDP               | Block Chūgoku                  | |
| Muroi Hideko         | DPJ               | Block Kinki                    | |
| Nagae Takako         | DPJ               | Block Shikoku                  | |
| Nagao Takashi        | DPJ               | Osaka 14                       | |
| Nagaoka Keiko        | LDP               | Block Nord-Kantō               | |
| Nagase Jin’en        | LDP               | Block Hokuriku-Shin’etsu       | |
| Nagashima Akihisa    | DPJ               | Tokio 21                       | |
| Nagashima Kazuyoshi  | DPJ               | Kanagawa 4                     | |
| Nagashima Tadayoshi  | LDP               | Block Hokuriku-Shin’etsu       | |
| Nagatsuma Akira      | DPJ               | Tokio 7                        | |
| Nagayasu Takashi     | DPJ               | Osaka 19                       | |
| Nakabayashi Mieko    | DPJ               | Kanagawa 1                     | |
| Nakagawa Hidenao     | LDP               | Block Chūgoku                  | |
| Nakagawa Masaharu    | DPJ               | Mie 2                          | |
| Nakagawa Osamu       | DPJ               | Osaka 18                       | |
| Nakai Hiroshi        | DPJ               | Mie 1                          | |
| Nakajima Masaki      | Kaikai            | Block Nord-Kantō               | gewählt für die DPJ, Austritt im Dezember 2011, Gründung von Kaikaku Mushozoku no Kai im Juli 2012                                       |
| Nakajima Masazumi    | DPJ/NVP           | Osaka 3                        | gewählt für die DPJ, Austritt im September 2010, Beitritt zur NVP im Oktober 2011                                                        |
| Nakamura Kishirō     | LDP/Kaikaku Club  | Ibaraki 7                      | Gewählt als Unabhängiger |
| Nakane Yasuhiro      | DPJ               | Aichi 12                       | |
| Nakano Jō            | DPJ               | Saitama 14                     | |
| Nakano Hiroko        | DPJ               | Block Hokkaidō                 | |
| Nakano Kansei        | DPJ               | Osaka 8                        | |
| Nakanowatari Noriko  | Seikatsu          | Block Tōhoku                   | Gewählt für die DPJ, Austrittsgesuch und Ausschluss im Juli 2012                                                                         |
| Nakashima Takatoshi  | SDP               | Block Kyūshū                   | |
| Nakatani Gen         | LDP               | Kōchi 2                        | |
| Nakatsugawa Hirosato | Kaikai            | Block Tokio                    | Gewählt für die DPJ, Austrittsgesuch und Ausschluss im Juli 2012                                                                         |
| Nakatsuka Ikkō       | DPJ               | Kanagawa 12                    | |
| Nakaya Daisuke       | DPJ               | Block Kyūshū                   | Nachrücker für Gotō Hidetomo im September 2010                                                                                           |
| Nakayama Yoshikatsu  | DPJ               | Tokio 2                        | |
| Nikai Toshihiro      | LDP               | Wakayama 3                     | |
| Niki Hirobumi        | DPJ               | Block Shikoku                  | |
| Nishi Hiroyoshi      | Kōmeitō           | Block Kinki                    | |
| Nishimura Chinami    | DPJ               | Niigata 1                      | |
| Nishimura Yasutoshi  | LDP               | Hyōgo 9                        | |
| Nishino Akira        | LDP               | Osaka 13                       | |
| Niwa Hideki          | LDP               | Aichi 6                        | Nachwahl für Ishida Yoshihiro im April 2011                                                                                              |
| Noda Kuniyoshi       | DPJ               | Block Kyūshū                   | |
| Noda Seiko           | LDP               | Block Tōkai                    | |
| Noda Takeshi         | LDP               | Block Kyūshū                   | |
| Noda Yoshihiko       | DPJ               | Chiba 4                        | |
| Nogi Minoru          | DPJ               | Block Nord-Kantō               | |
| Nukaga Fukushirō     | LDP               | Block Nord-Kantō               | |
| Obuchi Yūko          | LDP               | Gunma 5                        | |
| Ogata Rintarō        | DPJ               | Fukuoka 9                      | |
| Ogawa Jun’ya         | DPJ               | Kagawa 1                       | |
| Ōguchi Yoshinori     | Kōmeitō           | Block Tōkai                    | |
| Ōgushi Hiroshi       | DPJ               | Saga 2                         | |
| Ohara Mai            | DPJ               | Block Kinki                    | |
| Ōhata Akihiro        | DPJ               | Ibaraki 5                      | |
| Ōizumi Hiroko        | DPJ               | Ibaraki 6                      | |
| Okada Katsuya        | DPJ               | Mie 3                          | |
| Okada Yasuhiro       | DPJ               | Hyōgo 10                       | |
| Okajima Kazumasa     | Seikatsu          | Chiba 3                        | Gewählt für die DPJ, Austrittsgesuch und Ausschluss im Juli 2012                                                                         |
| Okamoto Eiko         | Seikatsu          | Kanagawa 3                     | Gewählt für die DPJ, Austrittsgesuch und Ausschluss im Juli 2012                                                                         |
| Okamoto Mitsunori    | DPJ               | Aichi 9                        | |
| Okuda Ken            | DPJ               | Ishikawa 1                     | |
| Okumura Tenzō        | DPJ               | Shiga 4                        | |
| Okuno Sōichirō       | DPJ               | Chiba 9                        | |
| Ōmura Hideaki        | fraktionslos      | Block Tōkai                    | gewählt für die LDP, Austritt im Dezember 2010, Rücktritt im Januar 2011 für die Gouverneurswahl in Aichi                                |
| Ōnishi Kensuke       | DPJ               | Aichi 13                       | |
| Ōnishi Takanori      | DPJ               | Block Kinki                    | |
| Ōno Yoshinori        | LDP               | Kagawa 3                       | |
| Onodera Itsunori     | LDP               | Miyagi 6                       | |
| Onozuka Masatoshi    | DPJ               | Saitama 8                      | |
| Ōsaka Seiji          | DPJ               | Hokkaidō 8                     | |
| Ōshima Atsushi       | DPJ               | Saitama 6                      | |
| Ōshima Tadamori      | LDP               | Aomori 3                       | |
| Ōta Kazumi           | Seikatsu          | Fukushima 2                    | Gewählt für die DPJ, Austrittsgesuch und Ausschluss im Juli 2012                                                                         |
| Ōtani Kei            | Seikatsu          | Osaka 15                       | Gewählt für die DPJ, Austrittsgesuch und Ausschluss im Juli 2012                                                                         |
| Ōtani Nobumori       | DPJ               | Osaka 9                        | |
| Ōyama Masahiro       | Seikatsu          | Block Tōkai                    | Gewählt für die DPJ, Austrittsgesuch und Ausschluss im Juli 2012                                                                         |
| Ozato Yasuhiro       | LDP               | Kagoshima 4                    | |
| Ozawa Ichirō         | Seikatsu          | Iwate 4                        | Gewählt für die DPJ, Austrittsgesuch und Ausschluss im Juli 2012                                                                         |
| Ozawa Sakihito       | DPJ               | Yamanashi 1                    | |
| Ryū Hirofumi         | DPJ               | Kanagawa 9                     | |
| Saiki Takeshi        | DPJ               | Block Tōkai                    | |
| Saitō Ken            | LDP               | Block Süd-Kantō                | |
| Saitō Susumi         | DPJ               | Shizuoka 8                     | |
| Saitō Tetsuo         | Kōmeitō           | Block Chūgoku                  | |
| Saitō Tsuyoshi       | DPJ               | Block Süd-Kantō                | |
| Saitō Yasunori       | Seikatsu/Kizuna   | Miyagi 2                       | Gewählt für die DPJ, Gründung der Shintō Kizuna im Dezember 2011                                                                         |
| Sakaguchi Chikara    | Kōmeitō           | Block Tōkai                    | |
| Sakaguchi Naoto      | DPJ               | Wakayama 2                     | |
| Sakaguchi Takehiro   | DPJ               | Yamanashi 2                    | |
| Sakamoto Tetsushi    | LDP               | Kumamoto 3                     | |
| Sasaki Ryūzō         | DPJ               | Block Hokuriku-Shin’etsu       | |
| Sasaki Kenshō        | KPJ               | Block Tōkai                    | |
| Sasaki Takahiro      | DPJ               | Hokkaidō 6                     | |
| Sata Gen’ichirō      | LDP               | Block Nord-Kantō               | |
| Satō Shigeki         | Kōmeitō           | Block Kinki                    | |
| Satō Tsutomu         | LDP               | Block Nord-Kantō               | |
| Satō Yūko            | Genzei            | Aichi 1                        | Gewählt für die DPJ, Austritt im Mai 2011, seit 2011 Mitglied von Genzei Nippon, im August 2012 Gründungsmitglied der Fraktion           |
| Sengoku Yoshito      | DPJ               | Tokushima 1                    | |
| Shibahashi Masanao   | DPJ               | Gifu 1                         | |
| Shibayama Masahiko   | LDP               | Block Nord-Kantō               | |
| Shigeno Yasumasa     | SDP               | Ōita 2                         | |
| Shii Kazuo           | KPJ               | Block Süd-Kantō                | |
| Shimoji Mikio        | DPJ/NVP           | Okinawa 1                      | |
| Shimojō Mitsu        | DPJ               | Nagano 2                       | |
| Shimomura Hakubun    | LDP               | Tokio 11                       | |
| Shina Takeshi        | DPJ               | Iwate 1                        | |
| Shindō Yoshitaka     | LDP               | Block Nord-Kantō               | |
| Shinohara Takashi    | DPJ               | Nagano 1                       | |
| Shiokawa Tetsuya     | KPJ               | Block Nord-Kantō               | |
| Shionoya Ryū         | LDP               | Block Tōkai                    | |
| Shiozaki Yasuhisa    | LDP               | Ehime 1                        | |
| Shiraishi Yōichi     | DPJ               | Ehime 3                        | |
| Sonoda Hiroyuki      | Tachiagare Nippon | Kumamoto 4                     | Gewählt für die LDP |
| Sonoda Yasuhiro      | DPJ               | Gifu 3                         | |
| Soramoto Seiki       | DPJ               | Hiroshima 4                    | |
| Suematsu Yoshinori   | DPJ               | Tokio 19                       | |
| Suga Yoshihide       | LDP               | Kanagawa 2                     | |
| Sugawara Isshū       | LDP               | Block Tokio                    | |
| Sugekawa Hiroshi     | Seikatsu          | Block Chūgoku                  | Gewählt für die DPJ, Austrittsgesuch und Ausschluss im Juli 2012                                                                         |
| Sugimoto Kazumi      | DPJ               | Aichi 10                       | |
| Sutō Nobuhiko        | DPJ               | Kanagawa 7                     | |
| Suzuki Katsumasa     | Seikatsu          | Aichi 14                       | Gewählt für die DPJ, Austrittsgesuch und Ausschluss im Juli 2012                                                                         |
| Suzuki Muneo         | DPJ               | Block Hokkaidō                 | Gewählt für die Neue Partei Daichi, Sitzverlust im September 2010 nach bestätigter Verurteilung                                          |
| Tachibana Hidenori   | DPJ               | Kanagawa 13                    | |
| Tachibana Keiichirō  | LDP               | Toyama 3                       | |
| Taira Masaaki        | LDP               | Block Tokio                    | |
| Taira Tomoyuki       | Genzei            | Kyōto 1                        | Gewählt für die DPJ, Austritt im Juli 2012, im August 2012 parteiloses Gründungsmitglied der Fraktion Genzei Nippon・Heian               |
| Tajima Issei         | DPJ               | Shiga 2                        | |
| Tajima Kaname        | DPJ               | Chiba 1                        | |
| Takagi Michiyo       | Kōmeitō           | Block Tokio                    | |
| Takagi Tsuyoshi      | LDP               | Fukui 3                        | |
| Takagi Yōsuke        | Kōmeitō           | Block Tokio                    | |
| Takahashi Chizuko    | KPJ               | Block Tōhoku                   | |
| Takahashi Hideyuki   | DPJ               | Block Shikoku                  | |
| Takahashi Shōichi    | DPJ               | Hyōgo 4                        | |
| Takai Miho           | DPJ               | Tokushima 2                    | |
| Takai Takashi        | DPJ               | Block Chūgoku                  | |
| Takaichi Sanae       | LDP               | Block Kinki                    | |
| Takaki Yoshiaki      | DPJ               | Nagasaki 1                     | |
| Takamatsu Kazuo      | Seikatsu          | Block Tōhoku                   | Gewählt für die DPJ, Austrittsgesuch und Ausschluss im Juli 2012                                                                         |
| Takamura Tsutomu     | fraktionslos      | Block Chūgoku                  | Gewählt für die DPJ, Austritt im Juli 2012, Rücktritt im Juli 2012 für die Gouverneurswahl in Yamaguchi                                  |
| Takano Mamoru        | DPJ               | Block Nord-Kantō               | |
| Takayama Satoshi     | DPJ               | Saitama 15                     | |
| Takebe Tsutomu       | LDP               | Block Hokkaidō                 | |
| Takeda Mitsuaki      | DPJ               | Block Tokio                    | |
| Takeda Ryōta         | LDP               | Fukuoka 11                     | |
| Takemasa Kōichi      | DPJ               | Saitama 1                      | |
| Takemoto Naokazu     | LDP               | Block Kinki                    | |
| Takeshita Wataru     | LDP               | Shimane 2                      | |
| Takeuchi Yuzuru      | Kōmeitō           | Block Kinki                    | |
| Taki Makoto          | DPJ               | Nara 2                         | |
| Tamaki Denī          | Seikatsu          | Okinawa 3                      | Gewählt für die DPJ, Austrittsgesuch und Ausschluss im Juli 2012                                                                         |
| Tamaki Kimiyoshi     | DPJ               | Block Kinki                    | |
| Tamaki Tomoko        | DPJ               | Block Nord-Kantō               | |
| Tamaki Yūichirō      | DPJ               | Kagawa 2                       | |
| Tamura Kenji         | DPJ               | Shizuoka 4                     | |
| Tamura Norihisa      | LDP               | Block Tōkai                    | |
| Tanabu Masayo        | DPJ               | Block Tōhoku                   | |
| Tanahashi Yasufumi   | LDP               | Gifu 2                         | |
| Tanaka Kazunori      | LDP               | Block Süd-Kantō                | |
| Tanaka Keishū        | DPJ               | Kanagawa 5                     | |
| Tanaka Makiko        | DPJ               | Niigata 5                      | |
| Tanaka Mieko         | DPJ               | Block Hokuriku-Shin’etsu       | |
| Tanaka Yasuo         | fraktionslos      | Hyōgo 8                        | bis Juni 2010 zur DPJ-Fraktion, danach bis April 2012 in Fraktionsgemeinschaft Neue Volkspartei/Neue Partei Japan                        |
| Tani Kōichi          | LDP               | Block Kinki                    | |
| Tanigaki Sadakazu    | LDP               | Kyōto 5                        | |
| Tanigawa Yaichi      | LDP               | Block Kyūshū                   | |
| Tanihata Takashi     | Ishin             | Block Kinki                    | Gewählt für die LDP, Austritt im September 2012, Gründungsmitglied von Nippon Ishin no Kai im Oktober 2012                               |
| Tanose Ryōtarō       | LDP               | Nara 4                         | |
| Tarutoko Shinji      | DPJ               | Osaka 12                       | |
| Tezuka Yoshio        | DPJ               | Tokio 5                        | |
| Terata Manabu        | DPJ               | Akita 1                        | |
| Teruya Kantoku       | SDP               | Okinawa 2                      | |
| Tokuda Takeshi       | LDP               | Kagoshima 2                    | |
| Tomioka Yoshitada    | DPJ               | Block Nord-Kantō               | |
| Tomita Shigeyuki     | Kōmeitō           | Block Süd-Kantō                | |
| Tōyama Kiyohiko      | Kōmeitō           | Block Kyūshū                   | Nachrücker 2010 für Kanzaki Takenori |
| Toyoda Juntarō       | Seikatsu/Kizuna   | Block Kinki                    | Gewählt für die DPJ, Gründung der Shintō Kizuna im Dezember 2011                                                                         |
| Tsugawa Shōgo        | DPJ               | Shizuoka 2                     | |
| Tsuji Megumu         | DPJ               | Osaka 17                       | |
| Tsujimoto Kiyomi     | DPJ               | Osaka 10                       | Gewählt für die SDP, Austritt im August 2010, Beitritt zur DPJ-Fraktion im September 2010                                                |
| Tsumura Keisuke      | DPJ               | Okayama 2                      | |
| Tsushima Kyōichi     | DPJ               | Block Tōhoku                   | |
| Tsutsui Nobutaka     | DPJ               | Niigata 6                      | |
| Ubukata Yukio        | DPJ               | Chiba 6                        | |
| Uchikoshi Akashi     | DPJ               | Block Kyūshū                   | |
| Uchiyama Akira       | Seikatsu/Kizuna   | Chiba 7                        | Gewählt für die DPJ, Gründung der Shintō Kizuna im Dezember 2011                                                                         |
| Urushibara Yoshio    | Kōmeitō           | Block Hokuriku-Shin’etsu       | |
| Wada Takashi         | DPJ               | Hiroshima 7                    | |
| Wajima Miki          | DPJ               | Block Tōhoku                   | Rücktritt im Oktober 2012 für die Bürgermeisterwahl in Sakata                                                                            |
| Wakai Yasuhiko       | DPJ               | Chiba 13                       | |
| Wakaizumi Seizō      | DPJ               | Block Hokuriku-Shin’etsu       | |
| Washio Eiichirō      | DPJ               | Niigata 2                      | |
| Watanabe Ippu        | DPJ               | Block Tōhoku                   | Nachrücker für Wajima Miki im Oktober 2012                                                                                               |
| Watanabe Kōichirō    | Seikatsu/Kizuna   | Block Tokio                    | Gewählt für die DPJ, Gründung der Shintō Kizuna im Dezember 2011                                                                         |
| Watanabe Kōzō        | DPJ               | Fukushima 4                    | |
| Watanabe Shū         | DPJ               | Shizuoka 6                     | |
| Watanabe Yoshihiko   | Seikatsu/Kizuna   | Block Kinki                    | Gewählt für die DPJ, Gründung der Shintō Kizuna im Dezember 2011                                                                         |
| Watanabe Yoshimi     | Minna no Tō       | Tochigi 3                      | |
| Yamada Masahiko      | DPJ               | Nagasaki 3                     | |
| Yamada Ryōji         | DPJ               | Block Tōkai                    | |
| Yamaguchi Kazuyuki   | DPJ               | Block Tōhoku                   | |
| Yamaguchi Shun’ichi  | LDP               | Block Shikoku                  | |
| Yamaguchi Tsuyoshi   | DPJ               | Hyōgo 12                       | |
| Yamahata Ikuo        | DPJ               | Tokio 22                       | |
| Yamamoto Gōsei       | DPJ               | Block Kyūshū                   | |
| Yamamoto Kōichi      | LDP               | Ehime 4                        | |
| Yamamoto Kōzō        | LDP               | Block Kyūshū                   | |
| Yamamoto Taku        | LDP               | Fukui 2                        | |
| Yamamoto Yūji        | LDP               | Kōchi 3                        | |
| Yamanoi Kazunori     | DPJ               | Kyōto 6                        | |
| Yamao Shiori         | DPJ               | Aichi 7                        | |
| Yamaoka Kenji        | Seikatsu          | Tochigi 4                      | Gewählt für die DPJ, Austrittsgesuch und Ausschluss im Juli 2012                                                                         |
| Yamaoka Tatsumaru    | DPJ               | Block Hokkaidō                 | |
| Yamauchi Kōichi      | Minna no Tō       | Block Nord-Kantō               | |
| Yamazaki Makoto      | DPJ               | Block Süd-Kantō                | |
| Yamazaki Maya        | DPJ               | Block Hokkaidō                 | |
| Yanagimoto Takuji    | LDP               | Block Kinki                    | |
| Yanagita Kazumi      | DPJ               | Block Nord-Kantō               | |
| Yatagawa Hajime      | DPJ               | Chiba 10                       | |
| Yazaki Kōji          | DPJ               | Nagano 4                       | |
| Yokokume Katsuhito   | Kaikai            | Block Süd-Kantō                | Gewählt für die DPJ, Ausschluss im Juni 2011, Gründung von Kaikaku Mushozoku no Kai im Juli 2012                                         |
| Yokomichi Takahiro   | fraktionslos      | Hokkaidō 1                     | Vor der Wahl zum Präsidenten DPJ |
| Yokomitsu Katsuhiko  | DPJ               | Ōita 3                         | |
| Yokoyama Hokuto      | Seikatsu          | Aomori 1                       | Gewählt für die DPJ, Austrittsgesuch und Ausschluss im Juli 2012                                                                         |
| Yosano Kaoru         | fraktionslos      | Block Tokio                    | Gewählt für die LDP (ohne Faktion), zur Tachiagare Nippon ab April 2010, Beitritt zur DPJ-Fraktion im Januar 2011, Austritt um Juni 2011 |
| Yoshida Izumi        | DPJ               | Fukushima 5                    | |
| Yoshida Kōichi       | DPJ               | Block Tokio                    | |
| Yoshida Osamu        | DPJ               | Osaka 4                        | |
| Yoshida Tsunehiko    | DPJ               | Block Tōkai                    | |
| Yoshii Hidekatsu     | KPJ               | Block Kinki                    | |
| Yoshiizumi Hideo     | SDP               | Block Tōhoku                   | |
| Yoshikawa Masashige  | DPJ               | Nara 3                         | |
| Yoshino Masayoshi    | LDP               | Block Tōhoku                   | |
| Yuhara Shunji        | DPJ               | Block Chūgoku                  | |
| Yunoki Michiyoshi    | DPJ               | Okayama 4                      | |
| Zukeran Chōbin       | Seikatsu          | Okinawa 4                      | Gewählt für die DPJ, Austrittsgesuch und Ausschluss im Juli 2012                                                                         |